# Свонсі (Іллінойс)
Свонсі (англ. Swansea) — селище (англ. village) в США, в окрузі Сент-Клер штату Іллінойс. Населення — 14 386 осіб (2020).

## Географія
Свонсі розташоване за координатами 38°33′4″ пн. ш. 89°59′16″ зх. д. / 38.55111° пн. ш. 89.98778° зх. д. (38.551242, -89.987807).  За даними Бюро перепису населення США в 2010 році селище мало площу 16,65 км², з яких 16,20 км² — суходіл та 0,45 км² — водойми.

## Демографія
Згідно з переписом 2010 року, у селищі мешкало 13 430 осіб у 5360 домогосподарствах у складі 3542 родин. Густота населення становила 807 осіб/км².  Було 5704 помешкання (343/км²).
Расовий склад населення:
| - 78,5 % — білих - 16,6 % — чорних або афроамериканців - 1,8 % — азіатів - 0,2 % — вихідців з тихоокеанських островів - 0,2 % — корінних американців |

До двох чи більше рас належало 2,3 %. Частка іспаномовних становила 2,3 % від усіх жителів.
За віковим діапазоном населення розподілялося таким чином: 23,2 % — особи молодші 18 років, 60,8 % — особи у віці 18—64 років, 16,0 % — особи у віці 65 років та старші. Медіана віку мешканця становила 41,7 року. На 100 осіб жіночої статі у селищі припадало 87,5 чоловіків;  на 100 жінок у віці від 18 років та старших — 85,3 чоловіків також старших 18 років.
Середній дохід на одне домашнє господарство  становив 85 606 доларів США (медіана — 68 078), а середній дохід на одну сім'ю — 102 763 долари (медіана — 86 067). Медіана доходів становила 54 436 доларів для чоловіків та 42 741 долар для жінок. За межею бідності перебувало 8,7 % осіб, у тому числі 9,3 % дітей у віці до 18 років та 4,6 % осіб у віці 65 років та старших.
Цивільне працевлаштоване населення становило 6902 особи. Основні галузі зайнятості: освіта, охорона здоров'я та соціальна допомога — 25,1 %, науковці, спеціалісти, менеджери — 14,0 %, публічна адміністрація — 10,5 %, фінанси, страхування та нерухомість — 8,0 %.